# Karen Rose
Karen Rose Hafer (* 1964 in Washington, D.C.) ist eine US-amerikanische Thriller-Autorin.

## Leben und Werk
Karen Rose studierte an der Universität von Maryland und schloss das Studium als Chemie-Ingenieurin ab. Nach dem Studium zog sie mit ihrem Mann nach Cincinnati, Ohio. Dort arbeitete sie als Lebensmitteltechnikerin.
Karen Rose schrieb ihre ersten Geschichten, um sich von ihrem Alltag abzulenken, später machte sie das Schreiben zu ihrem Beruf. In den USA wurde ihr Thriller Das Lächeln deines Mörders zum USA-Today-Bestseller.
2010 ist mit dem Buch Todesspiele der Abschluss der Trilogie um die Familie Vartanian erschienen.
Karen Rose lebt mit ihrem Mann und ihren zwei Töchtern in Florida, USA.

## Werke

### Romane

#### Chicago-Reihe
- 2003 Don´t Tell
  - Eiskalt ist die Zärtlichkeit, dt. von Elisabeth Hartmann; Knaur, München 2005, ISBN 3-426-62860-0.
- 2004 Have You Seen Her
  - Das Lächeln deines Mörders, dt. von Kerstin Winter; Knaur, München 2006, ISBN 3-426-62861-9.
- 2004 I'm Watching You
  - Des Todes liebste Beute, dt. von Kerstin Winter; Knaur, München 2006, ISBN 3-426-63337-X.
- 2005 Nothing to Fear
  - Der Rache süßer Klang, dt. von Kerstin Winter; Knaur, München 2007, ISBN 978-3-426-63464-6.
- 2006 You Can´t Hide
  - Nie wirst du entkommen, dt. von Kerstin Winter; Knaur, München 2007, ISBN 978-3-426-63530-8.
- 2007 Count to Ten
  - Heiß glüht mein Hass, dt. von Kerstin Winter; Knaur, München 2008, ISBN 978-3-426-63816-3.

#### Philadelphia/Atlanta-Reihe
Die Daniel-Vartanian-Trilogie mit Special Agent Daniel Vartanian, seiner Schwester Staatsanwältin Susannah Vartanian und seinem besten Freund Special Agent Luke Papadopoulos.
- 2007 Die for Me
  - Todesschrei, dt. von Kerstin Winter; Knaur, München 2008, ISBN 978-3-426-66310-3.
- 2009 Scream For Me
  - Todesbräute, dt. von Kerstin Winter; Knaur, München 2009, ISBN 978-3-426-66353-0.
- 2009 Kill For Me
  - Todesspiele, dt. von Kerstin Winter; Knaur, München 2010, ISBN 978-3-426-66356-1.

#### Minneapolis-Reihe
- 2009 I Can See You
  - Todesstoß, dt. von Kerstin Winter; Knaur, München 2011, ISBN 978-3-426-66357-8. (Platz 1 der Spiegel-Bestsellerliste vom 16. bis zum 22. Mai 2011)
- 2010 Silent Scream
  - Feuer, dt. von Kerstin Winter; Knaur, München 2011, ISBN 978-3-426-50301-0.

#### Baltimore-Reihe
- 2011 You Belong to Me
  - Todesherz, dt. von Kerstin Winter; Knaur, München 2012, ISBN 978-3-426-65278-7.
- 2012 No One Left to Tell
  - Todeskleid, dt. von Kerstin Winter; Knaur, München 2012, ISBN 978-3-426-65279-4.
- 2012 Did You Miss Me
  - Todeskind, dt. von Kerstin Winter; Knaur, München 2013, ISBN 978-3-426-65337-1.
- 2013 Watch Your Back
  - Todesschuss, dt. von Kerstin Winter; Knaur, München 2014, ISBN 978-3-426-65338-8.
- 2017 Monster In the Closet
  - Todesfalle, dt. von Andrea Brandl; Knaur, München 2019, ISBN 978-3-426-22696-4.
- 2018 Death Is Not Enough
  - Todesnächte, dt. von Andrea Brandl; Knaur, München 2020, ISBN 978-3-426-22697-1.

#### Cincinnati-Reihe
- 2014 Closer than you think
  - Dornenmädchen, dt. von Kerstin Winter; Knaur, München 2015, ISBN 978-3-426-51707-9.
- 2015 Alone in the Dark
  - Dornenkleid, dt. von Kerstin Winter; Knaur, München 2016, ISBN 978-3-426-65361-6.
- 2016 Every Dark Corner
  - Dornenspiel, dt. von Andrea Brandl; Knaur, München 2017, ISBN 978-3-426-65362-3.
- 2018 Edge of Darkness
  - Dornenherz, dt. von Andrea Brandl; Knaur, München 2018, ISBN 978-3-426-22678-0.
- 2019 Into the Dark
  - Dornenpakt, dt. von Andrea Brandl; Knaur, München 2021, ISBN 978-3-426-22733-6.

#### Sacramento-Reihe
- 2019 Say You’re Sorry
- Tränennacht, dt. von Andrea Brandl; Knaur, München 2021, ISBN 978-3-426-22734-3.
- 2020 Say No More
  - Tränenfluch, dt. von Andrea Brandl; Knaur, München 2022, ISBN 978-3-426-22735-0.
- 2021 Say Goodbye
  - Tränenschwur, dt. von Andrea Brandl; Knaur, München 2024, ISBN 978-3-426-21771-9.

#### New Orleans-Reihe
- 2022 Quarter to Midnight
  - Dunkelste Nacht, dt. von Andrea Brandl; Knaur, München 2025, ISBN 978-3-426-21782-5.
- 2023 Beneath Dark Waters
- 2024 Buried Too Deep

#### San Diego-Reihe
- 2023 Cold Blooded Liar
  - Kaltblütige Lügen, dt. von Katja Hald und Ursula Held; Knaur, München 2023, ISBN 978-3-426-21779-5.
- 2024 Cheater
  - Böse Herzen, dt. von Andrea Brandl; Knaur, München 2024, ISBN 978-3-426-56092-1.

#### Sonstige
- Broken Silence. Headline Publishing Group, London 2013, ISBN 978-1-4722-1268-9. Nur als E-Book.
- Dirty Secrets. Headline Publishing Group, London 2013, ISBN 978-1-4722-1400-3. Nur als E-Book.
- Schsch! Ein Winterthriller. Knaur eBook, München 2013, ISBN 978-3-426-43139-9. Nur als E-Book

### Hörbücher
- Eiskalt ist die Zärtlichkeit. Lagato-Verlag, Berg 2008, ISBN 978-3-938956-44-1 (6 CDs, gelesen von Julia Fischer).
- Das Lächeln deines Mörders. Lagato-Verlag, Berg 2008, ISBN 978-3-938956-45-8 (6 CDs, gelesen von Julia Fischer).
- Der Rache süßer Klang. Audio Media, München 2010, ISBN 978-3-86804-569-7 (6 CDs, gelesen von Julia Fischer).
- Nie wirst du entkommen. Gekürzte Lesung. Weltbild, Augsburg 2009, ISBN 978-3-8289-9299-3 (6 CDs, gelesen von Christina Kühnreich).
- Heiß glüht mein Hass. Gekürzte Lesung. Weltbild, Augsburg 2008, ISBN 978-3-8289-9172-9 (6 CDs, gelesen von Julia Fischer).
- Todesschrei. Weltbild, Augsburg 2008, ISBN 978-3-8289-9377-8 (6 CDs, gelesen von Julia Fischer).
- Todesbräute. Lübbe Audio, Bergisch Gladbach 2010, ISBN 978-3-7857-4251-8 (5 CDs, gelesen von Nicole Engeln).
- Todesspiele. Lübbe Audio, Bergisch Gladbach 2010, ISBN 978-3-7857-4347-8 (5 CDs, gelesen von Nicole Engeln).
- Todesstoss. Lübbe Audio, Bergisch Gladbach 2011, ISBN 978-3-7857-4483-3 (6 CDs, gelesen von Sabina Godec).
- Feuer. Weltbild, Augsburg 2011, ISBN 978-3-86800-721-3 (6 CDs, gelesen von Julia Fischer).
- Todesherz. Lübbe Audio, Bergisch Gladbach 2012, ISBN 978-3-7857-4659-2 (6 CDs, gelesen von Sabina Godec).
- Todeskleid. Lübbe Audio, Bergisch Gladbach 2012, ISBN 978-3-7857-4746-9 (6 CDs, gelesen von Sabina Godec).
- Todeskind. Lübbe Audio, 2013, ISBN 978-3-8387-7273-8.